# Listă de râuri din Serbia

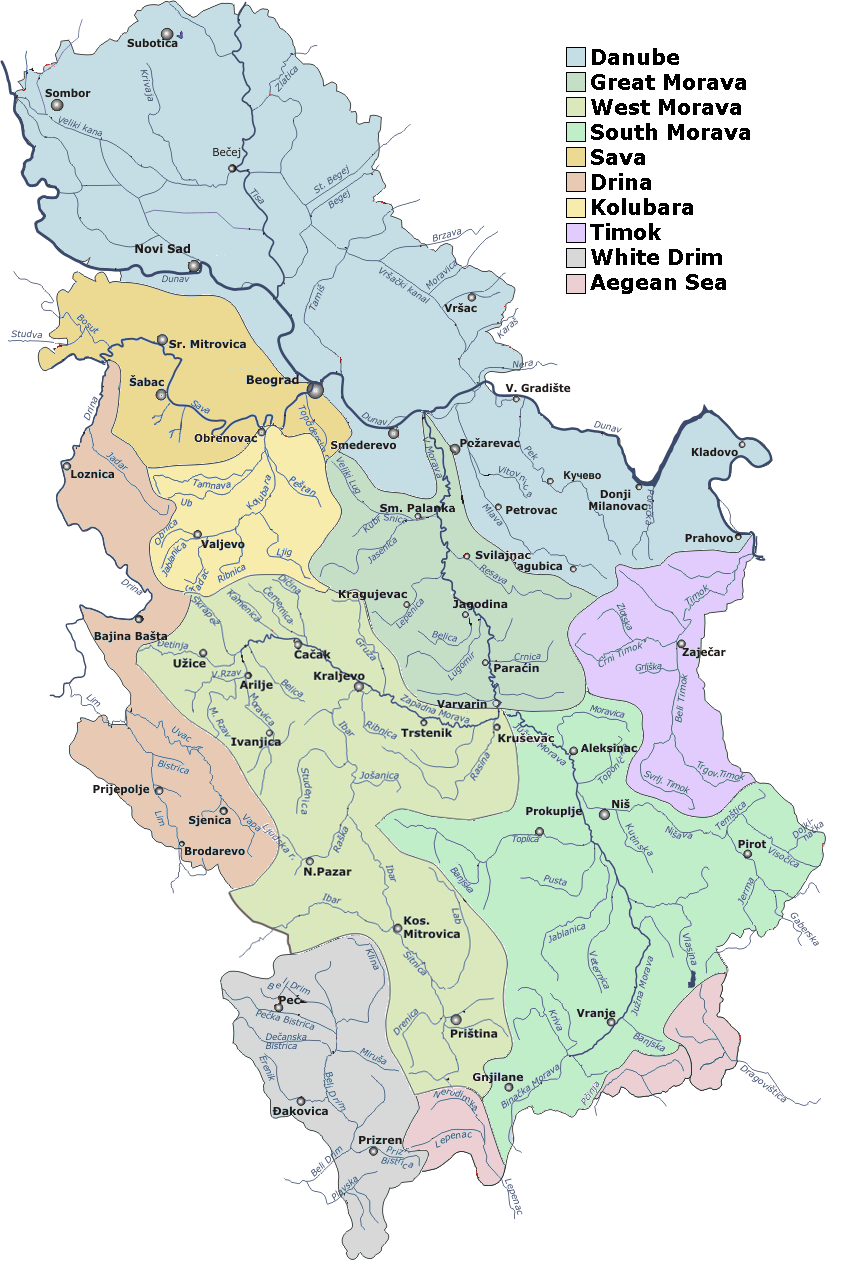
Râurile și bazinele principale hidrografice din Serbia.

Aceasta este o listă a râurilor din Serbia, fie cele care curg total sau parțial în Serbia, fie sunt doar râuri de frontieră.

## Bazine hidrografice
Toate râurile din Serbia aparțin bazinelor hidrografice a celor trei mări din regiune: Marea Neagră, Marea Adriatică sau Marea Egee. 
Cel mai mare din zonă, bazinul hidrografic al Mării Negre, are o suprafață de 81.261  km 2 sau 92% din teritoriul Serbiei. Întregul bazin este drenat de un singur râu, Dunărea, care se varsă în Marea Neagră. Toate râurile majore din Serbia, precum Tisa, Sava, Velika Morava și Drina se varsă în Dunăre. 
Bazinul hidrografic al Mării Adriatice acoperă o suprafață de 4.500 km 2 sau 5% din teritoriul Serbiei. Acesta cuprinde jumătatea vestică a provinciei Kosovo și Metohija și este în mare parte drenat de un singur râu, Drinul Alb, care în Albania se întâlnește cu Drinul Negru pentru a crea râul Drin, care se varsă în Marea Adriatică. O porțiune mai mică din acest bazin este drenată de râul Crni Kamen- Radika din regiunea extremă sudică a regiunii Gora, care se scurge de asemenea în Drinul Negru din Macedonia de Nord. 
Bazinul Mării Egee este cel mai mic din zonă, cu 2.650 km2 sau 3% din teritoriul Serbiei și acoperă părțile de sud ale Serbiei, până la granițele Macedoniei și Bulgariei. Este drenat de trei râuri: Lepenac, Pčinja și Dragovištica. Primele două curg în râul Vardar din Macedonia de Nord, iar al treilea se varsă în râul Struma în Bulgaria, și ambele râuri se varsă în Marea Egee. 
Toate cele trei bazine hidrografice se întâlnesc la vârful Drmanska Glava pe muntele Crnoljeva din centrul Kosovoului, care reprezintă cumpăna apelor din Serbia și este cea mai mare din Balcani, care împarte trei din cele patru bazine hidrografice balcanice (al patrulea fiind al Mării Ionice). 

## Lista râurilor mari
Lungimile din tabel prezintă lungimile generale ale râurilor, nu doar lungimile râurilor în Serbia.  
În primul tabel, sunt listate râurile cu peste 50 de km, incluzând sisteme de drenaj (cum ar fi Velika Morava) create prin confluența altor râuri majore; în aceste cazuri, lungimea este dată de totalul lungimii râului și a torentului. 
Lista unor râuri mai scurte este adăugată sub cele două tabele. 
|     | Nume                                | Chirilic            | Lungime (km) | Bazin hidrografic (km2) | Bazin hidrografic (Marea) | Lungimea măsurată                              | Afluent principal (în Serbia) | Provincii în Serbia        | Țări prin care mai curge                                                  |
| --- | ----------------------------------- | ------------------- | ------------ | ----------------------- | ------------------------- | ---------------------------------------------- | ----------------------------- | -------------------------- | ------------------------------------------------------------------------- |
| 1.  | Dunărea                             | Дунав               | 2888         | 817000                  | Marea Neagră              | Breg-Dunărea                                   | Tisa                          | Voivodina, Serbia Centrală | Germania, Austria, Slovacia, Ungaria, Croația, România, Bulgaria, Ucraina |
| 2.  | Tisa                                | Тиса                | 1026         | 157020                  | Marea Neagră              | Marea Neagră Tisa-Tisa                         | Begej                         | Voivodina                  | Ucraina, România, Ungaria                                                 |
| 3.  | Sava                                | Сава                | 990          | 95719                   | Marea Neagră              | Sava Dolinka-Sava                              | Drina                         | Voivodina, Serbia Centrală | Slovenia, Croatia, Bosnia și Herțegovina                                  |
| 4.  | Velika Morava (Great Morava)        | Велика Морава       | 493          | 35419                   | Marea Neagră              | Golijska Moravica-Morava de Vest-Velika Morava | Južna Morava                  | Serbia Centrală            | nu                                                                        |
| 5.  | Drina                               | Дрина               | 487          | 19570                   | Marea Neagră              | Tara-Drina                                     | Lim                           | Serbia Centrală            | Muntenegru, Bosnia și Herțegovina                                         |
| 6.  | Timiș                               | Тамиш               | 359          | 13085                   | Marea Neagră              | normal                                         | Bârzava                       | Voivodina                  | Romania                                                                   |
| 7.  | Drin                                | Дрим                | 335          | 11756                   | Adriatic                  | Drinul Alb-Drin                                | Klina                         | Kosovo                     | Albania                                                                   |
| 8.  | Južna Morava (Morava de Sud)        | Јужна Морава        | 295          | 15469                   | Marea Neagră              | Golema-Binačka Morava-Južna Morava             | Râul Nișava                   | Kosovo, Serbia Centrală    | Macedonia de Nord                                                         |
| 9.  | Ibar                                | Ибар                | 276          | 8059                    | Marea Neagră              | normal                                         | Sitnica                       | Serbia Centrală, Kosovo    | Muntenegru                                                                |
| 10. | Begej                               | Бегеј               | 254          | 2878                    | Marea Neagră              | normal                                         | Râul Bega                     | Voivodina                  | Romania                                                                   |
| 11. | Lim                                 | Лим                 | 220          | 5963                    | Marea Neagră              | Vrmoša-Luča-Lake Plav-Lim                      | Uvac                          | Serbia Centrală            | Muntenegru, Albania, Bosnia și Herțegovina                                |
| 12. | Nișava                              | Нишава              | 218          | 3950                    | Marea Neagră              | normal                                         | Temštica                      | Serbia Centrală            | Bulgaria                                                                  |
| 13. | Timok                               | Тимок               | 203          | 4630                    | Marea Neagră              | Svrljiški Timok-Beli Timok-Timok               | Crni Timok                    | Serbia Centrală            | Bulgaria                                                                  |
| 14. | Bosut                               | Босут               | 186          | 3097                    | Marea Neagră              | Biđ-Bosut                                      | Studva                        | Voivodina                  | Croatia                                                                   |
| 15. | Bârzava                             | Брзава              | 166          | 1190                    | Marea Neagră              | normal                                         | minori                        | Voivodina                  | România                                                                   |
| 16. | Toplica                             | Топлица             | 130          | 2600                    | Marea Neagră              | Duboka-Toplica                                 | Kosanica                      | Serbia Centrală            | nu                                                                        |
| 17. | Pek                                 | Пек                 | 129          | 1236                    | Marea Neagră              | Lipa-Pek                                       | Jagnjilo                      | Serbia Centrală            | nu                                                                        |
| 18. | Plazović                            | Плазовић            | 129          |                         | Marea Neagră              | normal                                         | minori                        | Voivodina                  | Ungaria                                                                   |
| 19. | Pčinja                              | Пчиња               | 128          | 3140                    | Egee                      | normal                                         | minori                        | Serbia Centrală            | Macedonia de Nord                                                         |
| 20. | Nera                                | Нера                | 124          | 1420                    | Marea Neagră              | normal                                         | minori                        | Voivodina                  | România                                                                   |
| 21. | Kolubara                            | Колубара            | 123          | 3639                    | Marea Neagră              | Obnica-Kolubara                                | Tamnava                       | Serbia Centrală            | nu                                                                        |
| 22. | Uvac                                | Увац                | 119          | 1095                    | Marea Neagră              | Rasanska reka-Vapa-Uvac                        | Tisnica                       | Serbia Centrală            | Bosnia și Herțegovina                                                     |
| 23. | Mlava                               | Млава               | 118          | 1210                    | Marea Neagră              | Tisnica-Mlava                                  | Vitovnica                     | Serbia Centrală            | nu                                                                        |
| 24. | Caraș                               | Караш               | 110          | 1400                    | Marea Neagră              | normal                                         | Ilidija                       | Voivodina                  | Romania                                                                   |
| 25. | Krivaja (Banat)                     | Криваја             | 109          | 956                     | Marea Neagră              | normal                                         | minori                        | Voivodina                  | nu                                                                        |
| 26. | Čik                                 | Чик                 | 95           | 481                     | Marea Neagră              | normal                                         | nu                            | Voivodina                  | nu                                                                        |
| 27. | Rasina                              | Расина              | 92           | 994                     | Marea Neagră              | normal                                         | minori                        | Serbia Centrală            | nu                                                                        |
| 28. | Sitnica                             | Ситница             | 90           | 3129                    | Marea Neagră              | normal                                         | Lab                           | Kosovo                     | nu                                                                        |
| 29. | Tamnava                             | Тамнава             | 90           | 930                     | Marea Neagră              | normal                                         | Râul Ub                       | Serbia Centrală            | nu                                                                        |
| 30. | Kereš                               | Кереш               | 90           | 976                     | Marea Neagră              | normal                                         | nu                            | Serbia Centrală            | Ungaria                                                                   |
| 31. | Temštica                            | Темштица            | 86           | 820                     | Marea Neagră              | Visočica-Temštica                              | Dojkinička reka               | Serbia Centrală            | Bulgaria                                                                  |
| 32. | Jablanica                           | Јабланица           | 85           | 895                     | Marea Neagră              | normal                                         | Čokotinska reka               | Serbia Centrală            | nu                                                                        |
| 33. | Crni Timok                          | Црни Тимок          | 84           | 1003                    | Marea Neagră              | normal                                         | Zlotska reka                  | Serbia Centrală            | nu                                                                        |
| 34. | Nadela                              | Надела              | 84           |                         | Marea Neagră              | normal                                         | minori                        | Voivodina                  | nu                                                                        |
| 35. | Jasenica                            | Јасеница            | 79           | 1343                    | Marea Neagră              | normal                                         | Kubršnica                     | Serbia Centrală            | nu                                                                        |
| 36. | Jadar                               | Јадар               | 79           | 894                     | Marea Neagră              | normal                                         | Rakovica                      | Serbia Centrală            | nu                                                                        |
| 37. | Gruža                               | Гружа               | 77           | 622                     | Marea Neagră              | normal                                         | Kotlenjača                    | Serbia Centrală            | nu                                                                        |
| 38. | Lepenac                             | Лепенац             | 75           | 770                     | Egee                      | normal                                         | Nerodimka                     | Kosovo                     | Macedonia de Nord                                                         |
| 39. | Đetinja                             | Ђетиња              | 75           | 1486                    | Marea Neagră              | normal                                         | Skrapež                       | Serbia Centrală            | nu                                                                        |
| 40. | Veternica                           | Ветерница           | 75           | 515                     | Marea Neagră              | normal                                         | Sušica                        | Serbia Centrală            | nu                                                                        |
| 41. | Jerma                               | Јерма               | 74           |                         | Marea Neagră              | normal                                         | Zvonačka reka                 | Serbia Centrală            | Bulgaria                                                                  |
| 42. | Lab                                 | Лаб                 | 72           | 950                     | Marea Neagră              | normal                                         | Kačandolska reka              | Kosovo                     | nu                                                                        |
| 43. | Rzav (Drina)                        | Рзав                | 72           | 605                     | Marea Neagră              | Rzavul Nebru-Rzav                              | Rzavul Alb                    | Serbia Centrală            | Bosnia și Herțegovina                                                     |
| 44. | Pusta reka (Južna Morava)           | Пуста река          | 71           | 569                     | Marea Neagră              | Golema-Pusta reka                              | minori                        | Serbia Centrală            | nu                                                                        |
| 45. | Mostonga                            | Мостонга            | 70           |                         | Marea Neagră              | normal                                         | nu                            | Voivodina                  | nu                                                                        |
| 46. | Radika                              | Радика              | 70           | 665                     | Adriatic                  | Crni Kamen-Ćafa Kadis-Radika                   | minori                        | Serbia Centrală            | Macedonia de Nord                                                         |
| 47. | Galacka                             | Галацка             | 69           | 843                     | Marea Neagră              | normal                                         | minori                        | Voivodina                  | nu                                                                        |
| 48. | Vlasina                             | Власина             | 68           | 1050                    | Marea Neagră              | normal                                         | Lužnica                       | Serbia Centrală            | nu                                                                        |
| 49. | Resava                              | Ресава              | 65           | 685                     | Marea Neagră              | normal                                         | nu                            | Serbia Centrală            | nu                                                                        |
| 50. | Jegrička                            | Јегричка            | 65           |                         | Marea Neagră              | normal                                         | nu                            | Voivodina                  | nu                                                                        |
| 51. | Dragovištica                        | Драговиштица        | 63           |                         | Egee                      | Mutnica-Božička reka-Dragovištica              | Ljubatska reka                | Serbia Centrală            | Bulgaria                                                                  |
| 52. | Pećka Bistrica (Peć Bistrica)       | Пећка Бистрица      | 62           | 505                     | Adriatic                  | normal                                         | minori                        | Kosovo                     | Muntenegru                                                                |
| 53. | Klina                               | Клина               | 62           | 393                     | Adriatic                  | normal                                         | Move                          | Kosovo                     | nu                                                                        |
| 54. | Rzav (Golija)                       | Рзав                | 61           | 575                     | Marea Neagră              | Veliki Rzav-Rzav                               | Mali Rzav                     | Serbia Centrală            | nu                                                                        |
| 55. | Studenica                           | Студеница           | 60           | 582                     | Marea Neagră              | Crna reka-Studenica                            | Brusnička reka                | Serbia Centrală            | nu                                                                        |
| 56. | Raška                               | Рашка               | 60           | 1193                    | Marea Neagră              | normal                                         | Deževska reka                 | Serbia Centrală            | nu                                                                        |
| 57. | Sokobanjska Moravica                | Сокобањска Моравица | 58           | 606                     | Marea Neagră              | normal                                         | minori                        | Serbia Centrală            | nu                                                                        |
| 58. | Ub                                  | Уб                  | 57           | 274                     | Marea Neagră              | normal                                         | minori                        | Serbia Centrală            | nu                                                                        |
| 59. | Lugomir                             | Лугомир             | 57           | 447                     | Marea Neagră              | Dulenska reka-Lugomir                          | Županjevačka reka             | Serbia Centrală            | nu                                                                        |
| 60. | Jerez                               | Јерез               | 56           | 503                     | Marea Neagră              | normal                                         | minori                        | Serbia Centrală            | nu                                                                        |
| 61. | Jasenička reka                      | Јасеничка река      | 55           |                         | Marea Neagră              | Vrelska reka-Jasenička reka                    | minori                        | Serbia Centrală            | nu                                                                        |
| 62. | Dečanska Bistrica (Dečani Bistrica) | Дечанска Бистрица   | 53           | 300                     | Adriatic                  | Kožnjarska Bistrica-Dečanska Bistrica          | Kožnjarska Bistrica           | Kosovo                     | nu                                                                        |
| 63. | Jarčina                             | Јарчина             | 53           |                         | Marea Neagră              | Međeš-Progarska Jarčina                        | minori                        | Voivodina, Serbia Centrală | nu                                                                        |
| 64. | Budovar                             | Будовар             | 52           |                         | Marea Neagră              | Patka-Budovar                                  | minori                        | Voivodina                  | nu                                                                        |
| 65. | Drenica                             | Дреница             | 51           | 447                     | Marea Neagră              | normal                                         | Vrbovačka reka                | Kosovo                     | nu                                                                        |
| 66. | Ralja                               | Раља                | 51           | 310                     | Marea Neagră              | normal                                         | minori                        | Serbia Centrală            | nu                                                                        |
| 67. | Erenik                              | Ереник              | 51           | 516                     | Adriatic                  | normal                                         | Loćanska Bistrica             | Kosovo                     | nu                                                                        |
| 68. | Porečka reka                        | Поречка река        | 50           | 538                     | Marea Neagră              | Šaška-Porečka                                  | Crnajka                       | Serbia Centrală            | nu                                                                        |
| 69. | Trgoviški Timok                     | Трговишки Тимок     | 50           | 520                     | Marea Neagră              | Strma reka-Trgoviški Timok                     | Žukovska reka                 | Serbia Centrală            | nu                                                                        |

### Lista unor râuri istorice
Unele râuri, istoric cu nume diferite, sunt deja incluse în lungimea altor râuri, dar există ca râuri separate în topografie sau tradiție. Cele mai proeminente sunt enumerate mai jos. 
| #  | Nume                              | Nume cu litere chirilice | Lungime (km) | Bazin hidrografic (km2) | Bazin hidrografic - Marea: | Lungime măsurată                 | Principalul afluent | Provinciile din Serbia | Inclus mai sus în râul:   |
| 1. | Zapadna Morava ( Morava de Vest ) | Западна Морава           | 308          | 15849                   | Neagră                     | Golijska Moravica-Morava de Vest | Ibar                | Serbia centrală        | Marea Morava              |
| 2. | Drinul Alb                        | Бели Дрим                | 175          | 4300                    | Adriatică                  | regulat                          | Klina               | Kosovo                 | Drin                      |
| 3. | Beli Timok (Timocul Alb)          | Бели Тимок               | 115          | 2167                    | Neagră                     | Svrljiški Timok-Timok Alb        | Trgoviški Timok     | Serbia centrală        | Timok                     |
| 4. | Golijska Moravica                 | Голијска Моравица        | 98           | 1486                    | Neagră                     | regulat                          | Ðetinja             | Serbia centrală        | Vestul și Marea Morava    |
| 5. | Visocica                          | Височица                 | 71           |                         | Neagră                     | regulat                          | Dojkinička reka     | Serbia centrală        | debitului râului Temstica |
| 6. | Svrljiški Timok                   | Сврљишки Тимок           | 64           | 720                     | Neagră                     | regulat                          | fluxuri minore      | Serbia centrală        | Timocul Alb și Timoc      |

## Listă de râuri sub 50km
| - Binačka Morava (Binač Morava), 49 km - Lepenica, 48 km - Skrapež, 48 km - Galovica, 47 km - Kalenićka reka, 45 km - Pepeljuša, 45 - Rača, 44 km - Toponička reka, 43 km - Čemernica, 43 km - Kubršnica, 42 km - Jezava, 47,5 km - Nerodimka, 41 km - Tegošnica, 41 km - Zamna, 41 km - Belica, 40 km - Kutinska reka, 40 km - Lužnica (Vlasina), 39 km - Kosanica, 38 km - Dobrava, 38 km - Studva, 37 km - Turija (Kolubara), 36 km - Prizrenska Bistrica, 35 km - Dičina, 35 km - Kriva reka, 35 km - Ljuboviđa, 34 km - Zasavica, 34 km - Kudoš, 34 km - Kamenica (Zapadna Morava), 34 km - Poblačnica-Ustibarska, 34 km - Barbatovačka reka, 34 km - Rupska-Kozarska reka, 34 km - Peštan, 33 km - Bela reka (Mačva), 33 km - Resavčina, 32 km | - Kačer, 32 km - Jovanovačka reka, 31 km - Ljig, 31 km - Bitva, 31 km - Vizelj, 31 km - Petrovačka reka, 31 km - Topčiderska reka, 30 km - Crnica, 30 km - Miruša, 30 km - Plavska reka, 30 km - Likodra, 30 km - Gračanica, 30 km - Gradac, 30 km - Konjska reka, 30 km - Turija (Južna Morava), 30 km - Zlotska reka, 30 km - Gračanica, 30 km - Trnovačka reka, 30 km - Guzajna, 29 km - Osanica, 29 km - Vrla, 28 km - Slatinska reka, 28 km - Ribnica (Kolubara), 28 km - Vrla, 28 km - Velika-Slatinska reka, 28 km - Lešnica, 28 km - Veliki Begej, 27 km - Resavica, 27 km - Preševska Moravica, 27 km - Rogačica, 27 km - Vukodraž, 27 km - Grza, 26 km - Ravanica, 26 km - Sibnica, 26 km | - Šelovrnac, 25 km - Jošanica, 25 km - Dojkinička reka, 25 km - Lužnica (Skrapež), 25 km - Čikas, 24 km - Radovanska reka, 24 km - Jablanica (Valjevo), 24 km - Despotovica, 24 km - Ribnica (Ibar), 23 km - Crnajka, 22 km - Deževka, 22 km - Cernica, 22 km - Vratna, 22 km - Jelašnica (Južna Morava), 21 km - Borovštica, 20 km - Vranj, 20 km - Mileševka, 20 km - Bistrica-Boroštica, 20 km - Sutjeska, 20 km - Blatašnica, 18 km - Vučjanka, 18 km - Keveriš, 17 km - Gradska reka, 17 km - Krivaja (Syrmia), 16 km - Ponjavica, 16 km - Ostružnička reka, 15 km - Ljukovo, 14 km - Bolečica, 12 km - Rakovički potok, 8,5 km - Vrelo, 0,365 km - Loćanska Bistrica (Loćane Bistrica) ? km - Kožnjarska Bistrica (Kožnjar Bistrica) ? km - Pusta reka (Vlasina) ? km |